# Cryptarrhena kegelii
Cryptarrhena kegelii är en orkidéart som beskrevs av Heinrich Gustav Reichenbach. Cryptarrhena kegelii ingår i släktet Cryptarrhena, och familjen orkidéer. Inga underarter finns listade i Catalogue of Life.